# 韋斯堡 (印地安納州)
韋斯堡（英語：Weisburg）是位於美國印地安納州迪爾伯恩縣的一個非建制地區。該地的面積和人口皆未知。

## 地理
韋斯堡的座標為39°13′45″N 85°02′46″W / 39.22917°N 85.04611°W，而該地的平均海拔高度為284米（即932英尺）。